# 406 (số)
406 (bốn trăm linh sáu) là một số tự nhiên ngay sau 405 và ngay trước 407.